# Xiong Chu Mo: Kuang Ye Da Lu
Xiong Chu Mo: Kuang Ye Da Lu (chino: 熊出没· 狂野大陆) es una película de comedia de fantasía animada china de 2021, el séptimo largometraje de la serie Boonie Bears. Originalmente planeada para un lanzamiento el 25 de enero de 2020, fue retrasada por el brote de COVID-19 y finalmente lanzada en China continental el 12 de febrero de 2021 (Año Nuevo chino).
En la película, cuando "Wild Land" se estrena en Pine Tree Mountain, Vick participa en un concurso de transformación con Bramble y un hombre misterioso. Cuando los invitados que se han transformado en animales se vuelven salvajes y comienzan a atacar a las personas, Vick y los dos osos responden con valentía a la crisis.

## Argumento
Se abre un nuevo parque temático llamado Wild Land, donde los visitantes pueden usar brazaletes que alteran los genes para transformarse en todo tipo de animales. Vick se entera de que Wild Land está realizando un concurso con un premio de un millón de dólares y decide participar. Él, Bramble y un hombre misterioso llamado Leon trabajan juntos y ganan el concurso. Poco después, el dueño del parque, Tom, atrapa a Leon tratando de copiar en secreto los datos del parque, y Vick descubre que los huéspedes híbridos están causando problemas y atacando a otros.

## Reparto
- Zhang Bingjun como Bramble
- Tan Xiao como Vick
- Zhang Wei como Briar
- Liu Pei como Leon
- Zhou Ziyu
- Zhu Guangzu como Tom
- Jia Chenlu

Lala Hsu canta el tema principal "I Will Always Be Here".

## Temas
La película se centra en el tema de la felicidad. Explora la esencia de la felicidad y cómo la felicidad influye en el comportamiento humano. Los directores expresaron su esperanza de que tanto los adultos como los niños que vean la película piensen en la cuestión de qué es la felicidad. Esperaban que la película hiciera que el público pensara en sus vidas y su futuro.

## Animación
Según los realizadores, animar el lugar del concurso Wild Land fue extremadamente complicado, requiriendo 3000 máquinas para renderizar simultáneamente todos los días. En una secuencia de tres minutos en particular, el tiempo promedio para que una máquina renderice un marco fue de 20 horas, equivalente a 120 máquinas renderizando durante 30 días, 24 horas al día.
Boonie Bears: The Wild Life es la primera película de animación china en la que los humanos se transforman en otros animales. Según Daisy Shang, presidenta de Fantawild Animation, esto requería un "sistema de aparejo especial" para animar de manera realista.

## Estreno
La película estaba programada para un lanzamiento del 25 de enero (Año Nuevo chino) de 2020, pero se retrasó por el brote de COVID-19.
Se proyectó en el Festival Internacional de Cine de Shanghái 2020.
Fue lanzado el 12 de febrero (Año Nuevo chino) de 2021 en China continental. Los lanzamientos internacionales estaban programados para el 12 de febrero de 2021 en Japón, el 19 de febrero de 2021 en Australia y el 7 de mayo de 2021 en Canadá.

## Recepción

### Taquilla
En su primer día, la película ganó 101 millones de yuanes ($15.6 millones de dólares) en taquilla. Su recaudación bruta de tres días fue de 236 millones de yuanes ($36.5 millones de dólares), lo que la convierte en la cuarta película más taquillera del fin de semana del Año Nuevo chino de 2021.

### Crítica
Al 27 de febrero de 2021, la película tiene una puntuación de 6.6 sobre 10 en Douban y 8.9 sobre 10 en Maoyan.
La película fue nominada a un Premio Golden Rooster a la Mejor Animación en los Premios Golden Rooster de 2020.